# Tony Wied
Anthony Christian "Tony" Wied, född 3 maj 1976 i Lincoln i Nebraska, är en amerikansk politiker (republikan). Han är ledamot av USA:s representanthus sedan 2024.
Wied gick i skola i Notre Dame Academy i Green Bay i Wisconsin och utexaminerades 1998 från St. Norbert College i De Pere. Under studietiden spelade han amerikansk fotboll för St. Norbert Green Knights.
Wied besegrade demokraten Kristin Lyerly både i fyllnadsvalet till USA:s representanthus i november 2024 och i valet som gällde den tvååriga mandatperioden med början i januari 2025.